# Confederação Prussiana
A Confederação Prussiana (em alemão: Preußischer Bund) foi uma organização formada em 1440 por um grupo de 53 nobres e clérigos e 19 cidades na Prússia que se opuseram à Ordem Teutónica. Em 1454, o líder da confederação, Hans von Baysen (em polonês: Jan Bażeński), pediu formalmente a
Casimiro IV, Rei da Polônia, para incorporar a Prússia ao Reino da Polônia. Isto marcou o início da Guerra dos Treze Anos (1454-1466), travada entre o vitorioso Reino da Polônia e a derrotada Ordem Teutônica. A guerra foi terminada pela Paz de Toruń.

## Cidades participantes
Cidades que fundaram a Confederação Prussiana em 14 de março 1440:
| Nome em alemão         | em polonês            | em russo (depois de 1945) |
| ---------------------- | --------------------- | ------------------------- |
| Thorn                  | Toruń                 |                           |
| Thorner Neustadt       |                       |                           |
| Culm                   | Chełmno               |                           |
| Elbing                 | Elbląg                |                           |
| Neustadt Elbing        |                       |                           |
| Danzig                 | Gdańsk                |                           |
| Braunsberg             | Braniewo              |                           |
| Königsberg (Altstadt)  | Królewiec             | em Caliningrado           |
| Königsberg (Kneiphof)  | Knipawa               | em Caliningrado           |
| Königsberg (Löbenicht) | Lipnik                | em Caliningrado           |
| Graudenz               | Grudziądz             |                           |
| Strasburg              | Brodnica              |                           |
| Neumark                | Nowe Miasto Lubawskie |                           |
| Löbau in Westpreußen   | Lubawa                |                           |
| Rehden                 | Radzyń Chełmiński     |                           |
| Wehlau                 | Welawa                | Snamensk                  |
| Allenburg              | Alembork              | Druschba                  |
| Zinten                 | Cynty                 | Kornewo                   |
| Heiligenbeil           | Święta Siekierka      | Mamonowo                  |
| Landsberg              | Górowo Iławeckie      |                           |

Cidades que aderiram à Confederação da Prússia em 3 de abril de 1440:
| Nome em alemão  | em polonês |
| --------------- | ---------- |
| Mewe            | Gniew      |
| Altstadt Danzig | Gdańsk     |
| Neuenburg       | Nowe       |
| Lauenburg       | Lębork     |
| Leba            | Łeba       |
| Hela            | Hel        |
| Putzig          | Puck       |